# Noemí Romero Rosario
Noemí Romero Rosario (Madrid, 4 de octubre de 2000) es una deportista española que compite en gimnasia en la modalidad de trampolín.
Ganó dos medallas en el Campeonato Europeo de Gimnasia en Trampolín, en los años 2022 y 2024.
Participó en los Juegos Olímpicos de París 2024, ocupando el noveno lugar en la prueba individual.
Estudió el grado de Psicología y el máster de Criminología en la Universidad Autónoma de Barcelona.

## Palmarés internacional
| Campeonato Europeo | Campeonato Europeo   | Campeonato Europeo | Campeonato Europeo |
| Año                | Lugar                | Medalla            | Prueba             |
| ------------------ | -------------------- | ------------------ | ------------------ |
| 2022               | Rímini (Italia)      | Medalla de oro     | Equipo             |
| 2024               | Guimarães (Portugal) | Medalla de bronce  | Individual         |